# Primus Classic de 2019
A 9.ª edição da clássica ciclista Primus Classic foi uma corrida de ciclismo na Bélgica que se celebrou em 21 de setembro de 2019 sobre um percurso de 197 quilómetros com início na cidade de Brakel e final na cidade de Haacht.
A corrida fez parte do UCI Europe Tour de 2019, dentro da categoria 1.hc. O vencedor foi o belga Edward Theuns do Trek-Segafredo seguido do alemão Pascal Ackermann do Bora-Hansgrohe e o também belga Jasper De Buyst do Lotto Soudal.

## Equipas participantes
Tomaram parte na corrida 24 equipas: 6 de categoria UCI WorldTeam; 14 de categoria Profissional Continental; e 4 de categoria Continental. Formando assim um pelotão de 153 ciclistas dos que acabaram 117. As equipas participantes foram:
| Equipes WorldTeam (5)- Katusha-Alpecin - Dimension Data - Team Jumbo-Visma - Deceuninck-Quick Step - Bora-hansgrohe Equipes profissionais Continentais (6)- Arkéa-Samsic - Corendon-Circus - Cofidis, Solutions Crédits - Delko-Marseille Provence - Wallonie Bruxelles - Israel Cycling Academy |
| |

## Classificação final
- As classificações finalizaram da seguinte forma:[4]

| \| Classificação geral \| Classificação geral \| Classificação geral \| Classificação geral \| Classificação geral \| \| Ciclista \| Ciclista \| Equipe \| Tempo \| \| \| ------------------- \| ------------------- \| -------------------------- \| ------------------- \| ------------------- \| \| 1. \| Edward Theuns \| Trek-Segafredo \| 4h36m42s \| \| \| 2. \| Pascal Ackermann \| Bora-Hansgrohe \| + 0s \| \| \| 3. \| Jasper De Buyst \| Lotto-Soudal \| + 0s \| \| \| 4. \| Dylan Groenewegen \| Team Jumbo-Visma \| + 0s \| \| \| 5. \| Timothy Dupont \| Wanty-Gobert \| + 0s \| \| \| 6. \| Jakub Mareczko \| CCC Team \| + 0s \| \| \| 7. \| Greg Van Avermaet \| CCC Team \| + 0s \| \| \| 8. \| Giacomo Nizzolo \| Dimension Data \| + 0s \| \| \| 9. \| Mike Teunissen \| Team Jumbo-Visma \| + 0s \| \| \| 10. \| Cyril Lemoine \| Cofidis, Solutions Crédits \| + 0s \| \| |                   |                            |          |
| |                   |                            |          |
| Fonte: ProCyclingStats |                   |                            |          |
| Classificação geral |                   |                            |          |
| Ciclista | Ciclista          | Equipe                     | Tempo    |
| 1. | Edward Theuns     | Trek-Segafredo             | 4h36m42s |
| 2. | Pascal Ackermann  | Bora-Hansgrohe             | + 0s     |
| 3. | Jasper De Buyst   | Lotto-Soudal               | + 0s     |
| 4. | Dylan Groenewegen | Team Jumbo-Visma           | + 0s     |
| 5. | Timothy Dupont    | Wanty-Gobert               | + 0s     |
| 6. | Jakub Mareczko    | CCC Team                   | + 0s     |
| 7. | Greg Van Avermaet | CCC Team                   | + 0s     |
| 8. | Giacomo Nizzolo   | Dimension Data             | + 0s     |
| 9. | Mike Teunissen    | Team Jumbo-Visma           | + 0s     |
| 10. | Cyril Lemoine     | Cofidis, Solutions Crédits | + 0s     |

## UCI World Ranking
A Primus Classic outorgou pontos para o UCI Europe Tour de 2019 e o UCI World Ranking, este último para corredores das equipas nas categorias UCI WorldTeam, Profissional Continental e Equipas Continentais. As seguintes tabelas são o barómetro de pontuação e os 10 corredores que obtiveram mais pontos:
| Posição             | 1.º | 2.º | 3.º | 4.º | 5.º | 6.º | 7.º | 8.º | 9.º | 10.º | 11.º | 12.º | 13.º | 14.º | 15.º | 16.º-30.º | 31.º-40.º |
| Classificação geral | 200 | 150 | 125 | 100 | 85  | 70  | 60  | 50  | 40  | 35   | 30   | 25   | 20   | 15   | 10   | 5         | 3         |

| Classificação |                   |                            |       |
| Posição       | Ciclista          | Equipa                     | Geral |
| ------------- | ----------------- | -------------------------- | ----- |
| 1.º           | Edward Theuns     | Trek-Segafredo             | 200   |
| 2.º           | Pascal Ackermann  | Bora-Hansgrohe             | 150   |
| 3.º           | Jasper De Buyst   | Lotto Soudal               | 125   |
| 4.º           | Dylan Groenewegen | Jumbo-Visma                | 100   |
| 5.º           | Timothy Dupont    | Wanty-Gobert               | 85    |
| 6.º           | Jakub Mareczko    | CCC                        | 70    |
| 7.º           | Greg Van Avermaet | CCC                        | 60    |
| 8.º           | Giacomo Nizzolo   | Dimension Data             | 50    |
| 9.º           | Mike Teunissen    | Jumbo-Visma                | 40    |
| 10.º          | Cyril Lemoine     | Cofidis, Solutions Crédits | 35    |